# Mořic Saský
Mořic Saský (21. března 1521, Freiberg – 9. července 1553 u Sievershausenu) byl saský vévoda z albertinské větve Wettinů. Přesto, že se hlásil k luteránskému náboženství, pomohl katolickému císaři Karlu V. k vítězství ve šmalkaldské válce a stal se tak saským kurfiřtem namísto Jana Fridricha I.

## Život
Mořic byl synem vévody Jindřicha. Po smrti otce (1541), s nímž se dobře nesnášel, spojil pod svou vládu země jeho i svého strýce Jiřího. Dvacetiletý vévoda byl vyznáním sice protestant, ale pragmatik bez náboženského zápalu dvacátých let. Ctižádostivost, touha po moci, vliv jeho drážďanských rádců a osobní antipatie k hlavě šmalkaldského spolku, kurfiřtu saskému, ho vedly ke spojenectví s Habsburky.
V letech 1541–1543 se s Habsburky účastnil bojů proti Turkům a Francii, při čemž si získal jisté renomé. Viděl jasně, že nesvorné protestantské hnutí, odkázané samo na sebe, neodolá habsburské moci. Proto v březnu 1545 přišel s návrhem, aby se protestanti ne zbraní, ale smírným jednáním a vzájemnými ústupky snažili se o jakýsi modus vivendi obou náboženství. V protestantských kruzích byla už tehdy silně zakořeněna nedůvěra k Mořicovi a jeho plán proto odmítnut.
Odmítnutí jen zvětšilo propast, která dělila Mořice od protestantů. Mořic tím úžeji přilnul k císaři, odkud se mohl jedině dočkat podpory, hlavně ve svých snahách o sekularizaci některých saských biskupství. Když se španělský král Karel V. odhodlal proti šmalkaldskému spolku zakročit brannou mocí, Mořic zprvu nechtěl bojovat proti souvěrcům. Jeho neutralita měla však též svou cenu a Mořic chtěl i jí využít. Jeho osobní přítomnost na řezenském sněmu vedla ke smlouvě z 19. června 1546, jíž za neutralitu a podmínečné uznání svrchovanosti tridentského koncilu slíbeno Mořicovi fojtství nad Magdeburkem.

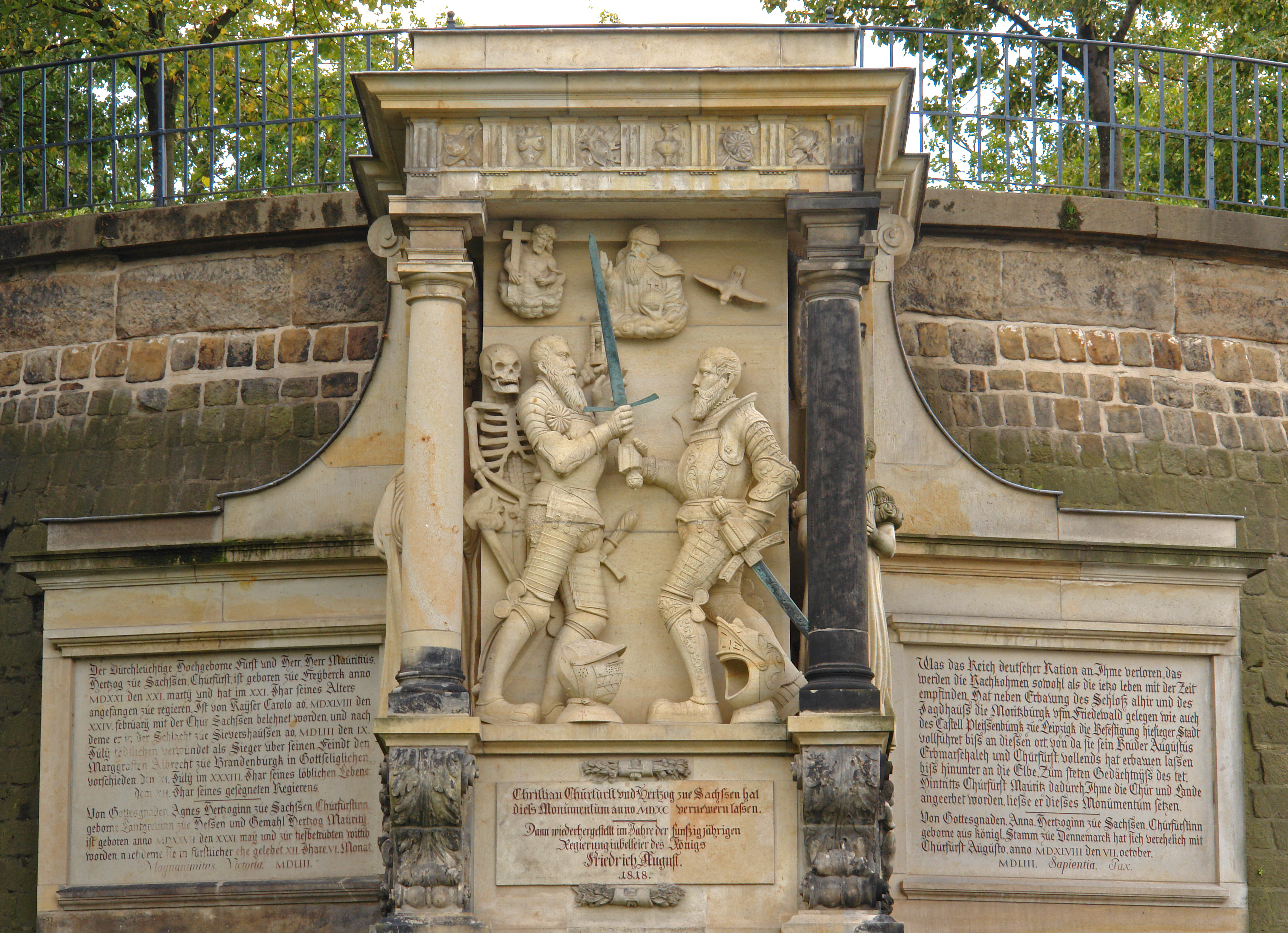
Renesanční památník v Drážďanech: Mořic při dočasném předání vlády svému bratru Augustovi; obnoveno r. 2007

Ale když se potom Ferdinand chystal z Čech vtrhnout do zemí kurfiřta saského, Mořic, obávaje se, aby tak země a wettinská kurfiřtská hodnost nepřišly do cizích rukou, počal na podzim jednat s Ferdinandem. Na osobní schůzi obou vládců v Praze (v říjnu 1546) přislíbil Mořic činnou účast proti kurfiřtu saskému, ponechá-li se mu vše, čeho dobude. 27. října přenesl za to císař kurfiřtskou hodnost na Mořice. Ještě koncem října vtrhl Mořic do území kurfiřtova a v krátkém čase zmocnil se ho skoro úplně, ale za měsíc musel na celé čáře ustoupit před přispěchavším kurfiřtem a nechat mu na pospas i své vlastní země. Na jeho zoufalé prosby konečně počátkem roku 1547 přitáhl sám císař a v bitvě u Mühlberka zničil saské vojsko (24. dubna). Zajatý kurfiřt byl přinucen tzv. wittenberskou kapitulací (19. května) zříci se hodnosti kurfiřtské, kterou potom na sněmu augšpurském obdařen Mořic (24. února 1548).
Do téže doby se už datuje počátek jeho rozkolu s císařem. Mořic neuznal interimum, za to si zjednal separátní upravení náboženské otázky tzv. lipským interimem (v červenci 1548). Dlouhé věznění jeho tchána Filipa Hesenského proti Mořicovu slibu, který mu kdysi zaručil osobní bezpečnost, podráždilo Mořice a vehnalo konečně do náručí Francie. V říjnu 1551 na Friedewalde v Hesensku učinil ještě s několika protestanty spolek s Francií, jež za přiznání některých míst na levém břehu Rýna (Mety, Toul, Verdun a Cambrai) slíbila peněžité subsidie. Na jaře roku následujícího počala se válka, 10. května nastal památný pochod přes Alpy. Dne 19. května stál Mořic jen dva dny cesty od Inšpruku, odkud nemocný císař za bouřlivé noci uprchl do Korutan. Následovalo jednání v Pasově, jež se 2. srpna končí známou pasovskou smlouvou, která znamená vítězství protestantů.
V roce 1552 vytáhl Mořic s 11 000 muži armády Svaté říše římské do Uherska. Osmané obléhali Eger, ale v Uhersku vypukl mor, a Mořic se proto neodvážil přesunout své jednotky.[zdroj?]
Po návratu domů nenastala mu doba pokojná. Postavil se proti markraběti Albrechtu Kulmbašskému, který s rotami nekázaných vojáků rušil říšský mír. Bitva u Sievershausenu 9. července 1553 zničila sice úplně roty markraběte, ale Mořic v ní utrpěl smrtelné poranění, jemuž dva dny poté podlehl.

## Vývod z předků
|             |                           |  |                      |                                      |  |  |  |  |  |  |  | Fridrich I. Saský |
|             |                           |  |                      |                                      |  |  |  |  |  |  |  |                   |
|             | Bedřich II. Saský         |  |                      |                                      |  |  |  |  |  |  |  |                   |
|             |                           |  |                      |                                      |  |  |  |  |  |  |  |                   |
|             |                           |  |                      | Kateřina Brunšvicko-Lüneburská       |  |  |  |  |  |  |  |                   |
|             |                           |  |                      |                                      |  |  |  |  |  |  |  |                   |
|             | Albrecht III. Saský       |  |                      |                                      |  |  |  |  |  |  |  |                   |
|             |                           |  |                      |                                      |  |  |  |  |  |  |  |                   |
|             |                           |  |                      | Arnošt Habsburský                    |  |  |  |  |  |  |  |                   |
|             |                           |  |                      |                                      |  |  |  |  |  |  |  |                   |
|             | Markéta Habsburská        |  |                      |                                      |  |  |  |  |  |  |  |                   |
|             |                           |  |                      |                                      |  |  |  |  |  |  |  |                   |
|             |                           |  |                      | Cimburgis Mazovská                   |  |  |  |  |  |  |  |                   |
|             |                           |  |                      |                                      |  |  |  |  |  |  |  |                   |
|             | Jindřich IV. Saský        |  |                      |                                      |  |  |  |  |  |  |  |                   |
|             |                           |  |                      |                                      |  |  |  |  |  |  |  |                   |
|             |                           |  |                      | Viktorín Boček z Kunštátu a Poděbrad |  |  |  |  |  |  |  |                   |
|             |                           |  |                      |                                      |  |  |  |  |  |  |  |                   |
|             | Jiří z Poděbrad           |  |                      |                                      |  |  |  |  |  |  |  |                   |
|             |                           |  |                      |                                      |  |  |  |  |  |  |  |                   |
|             |                           |  |                      | Anna z Vartenberka                   |  |  |  |  |  |  |  |                   |
|             |                           |  |                      |                                      |  |  |  |  |  |  |  |                   |
|             | Zdenka Česká              |  |                      |                                      |  |  |  |  |  |  |  |                   |
|             |                           |  |                      |                                      |  |  |  |  |  |  |  |                   |
|             |                           |  |                      | Smil Holický ze Šternberka           |  |  |  |  |  |  |  |                   |
|             |                           |  |                      |                                      |  |  |  |  |  |  |  |                   |
|             | Kunhuta ze Šternberka     |  |                      |                                      |  |  |  |  |  |  |  |                   |
|             |                           |  |                      |                                      |  |  |  |  |  |  |  |                   |
|             |                           |  |                      | Barbora z Pardubic                   |  |  |  |  |  |  |  |                   |
|             |                           |  |                      |                                      |  |  |  |  |  |  |  |                   |
| Mořic Saský |                           |  |                      |                                      |  |  |  |  |  |  |  |                   |
|             |                           |  |                      |                                      |  |  |  |  |  |  |  |                   |
|             |                           |  | Jan IV. Meklenburský |                                      |  |  |  |  |  |  |  |                   |
|             |                           |  |                      |                                      |  |  |  |  |  |  |  |                   |
|             | Jindřich IV. Meklenburský |  |                      |                                      |  |  |  |  |  |  |  |                   |
|             |                           |  |                      |                                      |  |  |  |  |  |  |  |                   |
|             |                           |  |                      | Kateřina Sasko-Lauenburská           |  |  |  |  |  |  |  |                   |
|             |                           |  |                      |                                      |  |  |  |  |  |  |  |                   |
|             | Magnus II. Meklenburský   |  |                      |                                      |  |  |  |  |  |  |  |                   |
|             |                           |  |                      |                                      |  |  |  |  |  |  |  |                   |
|             |                           |  |                      | Fridrich I. Braniborský              |  |  |  |  |  |  |  |                   |
|             |                           |  |                      |                                      |  |  |  |  |  |  |  |                   |
|             | Dorothea Braniborská      |  |                      |                                      |  |  |  |  |  |  |  |                   |
|             |                           |  |                      |                                      |  |  |  |  |  |  |  |                   |
|             |                           |  |                      | Alžběta Bavorská                     |  |  |  |  |  |  |  |                   |
|             |                           |  |                      |                                      |  |  |  |  |  |  |  |                   |
|             | Kateřina Meklenburská     |  |                      |                                      |  |  |  |  |  |  |  |                   |
|             |                           |  |                      |                                      |  |  |  |  |  |  |  |                   |
|             |                           |  |                      | Vratislav IX. Pomořanský             |  |  |  |  |  |  |  |                   |
|             |                           |  |                      |                                      |  |  |  |  |  |  |  |                   |
|             | Erik II. Pomořanský       |  |                      |                                      |  |  |  |  |  |  |  |                   |
|             |                           |  |                      |                                      |  |  |  |  |  |  |  |                   |
|             |                           |  |                      | Žofie Sasko-Lauenburská              |  |  |  |  |  |  |  |                   |
|             |                           |  |                      |                                      |  |  |  |  |  |  |  |                   |
|             | Žofie Pomořanská          |  |                      |                                      |  |  |  |  |  |  |  |                   |
|             |                           |  |                      |                                      |  |  |  |  |  |  |  |                   |
|             |                           |  |                      | Bohuslav IX. Pomořanský              |  |  |  |  |  |  |  |                   |
|             |                           |  |                      |                                      |  |  |  |  |  |  |  |                   |
|             | Žofie Pomořanská          |  |                      |                                      |  |  |  |  |  |  |  |                   |
|             |                           |  |                      |                                      |  |  |  |  |  |  |  |                   |
|             |                           |  |                      | Marie Mazovská                       |  |  |  |  |  |  |  |                   |
|             |                           |  |                      |                                      |  |  |  |  |  |  |  |                   |